# Hadronyche adelaidensis
Hadronyche adelaidensis är en spindelart som först beskrevs av Gray 1984.  Hadronyche adelaidensis ingår i släktet Hadronyche och familjen Hexathelidae.
Artens utbredningsområde är Sydaustralien. Inga underarter finns listade i Catalogue of Life.